# Лопочно
Лопочно (пол. Łopoczno) — село в Польщі, у гміні Юзефув-над-Віслою Опольського повіту Люблінського воєводства.
Населення — 133 особи (2011).

## Демографія
Демографічна структура станом на 31 березня 2011 року:
|          | Загалом | Допрацездатний вік | Працездатний вік | Постпрацездатний вік |
| -------- | ------- | ------------------ | ---------------- | -------------------- |
| Чоловіки | 61      | 7                  | 47               | 7                    |
| Жінки    | 72      | 13                 | 33               | 26                   |
| Разом    | 133     | 20                 | 80               | 33                   |